# Алексеев, Александр Иванович (Герой Российской Федерации)
Алекса́ндр Ива́нович Алексе́ев (30 сентября 1952, Ухта, Коми АССР, РСФСР, СССР — 8 августа 1996, Грозный, Чеченская Республика, Россия) — подполковник ФСБ РФ, участник Первой чеченской войны, Герой Российской Федерации (1996, посмертно).

## Биография
Александр Алексеев родился 30 сентября 1952 года в Ухте.
Успешно окончив среднюю школу № 3 города Ухты, Александр поступил в Ухтинский индустриальный институт: он хотел стать геологом, так как природу не просто любил, а относился с уважением, даже с почтением. Но ему не хватило баллов, и Алексеев стал учиться на инженера лесного дела.
В 1975 году, завершив обучение в Ухтинском индустриальном институте, Александр Алексеев работал инженером объединения «Коминефть», мастером управления ПТО «Комигазпром»; затем служил в армии.
С 1977 года он работал в должности инженера в научно-исследовательском секторе Ухтинского индустриального института, а с февраля 1980 года занял должность секретаря комитета ВЛКСМ в Ухтинском индустриальном институте. Возглавляемый им студенческий строительный отряд института признавался одним из лучших в республике. Именно А. И. Алексееву принадлежала идея отдать половину заработанных денег на возведение Памятного знака ухтинцам, погибшим в годы Великой Отечественной войны, открытие которого состоялось в мае 1980 года.
В органах КГБ СССР с 1982 года. Алексеев служил оперуполномоченным горотдела КГБ по городу Ухте, затем старшим оперуполномоченным и начальником отделения КГБ по городу Сосногорску Коми АССР. Окончил Высшие курсы КГБ СССР в Минске.
В 1993 году подполковник Александр Алексеев был назначен начальником Управления кадров Управления ФСК (впоследствии ФСБ) по Республике Коми и переехал с семьёй в Сыктывкар.

## Участие в Первой чеченской войне
Александр Алексеев добровольно вызвался старшим группы сотрудников республиканского ФСБ, которые отправлялись в командировку в Чечню.
С февраля 1996 года группа размещалась в общежитии ФСБ в Грозном. Когда срок командировки Алексеева уже подходил к концу, на рассвете 6 августа 1996 года в Грозный вошла крупная группировка чеченских сепаратистов, которая захватила важнейшие магистрали и опорные пункты города в рамках операции «Джихад».
Общежитие ФСБ, в котором находились 90 сотрудников, оружие и важные документы, подверглось нападению крупных сил боевиков. Противник предложил находящимся внутри сдаться, уйти к своим с оружием или перейти на их сторону за деньги, но те отказались. Алексеев как старший по званию принял на себя командование и организовал оборону здания. В течение двух суток совместно с бойцами группы «Вымпел» под руководством майора Сергея Ромашина отбивались атаки боевиков. А. И. Алексеев получил два ранения, но после оказания медицинской помощи вернулся в строй.
В ночь с 8 на 9 августа 1996 года, разведывая возможные пути прорыва к своим, Алексеев был убит выстрелом снайпера. Впоследствии часть оборонявшихся сумела прорваться к главным силам федеральных войск.
Алексеев был похоронен на Краснозатонском кладбище Сыктывкара.

## Награды
Указом Президента Российской Федерации от 9 сентября 1996 года «за мужество и героизм, проявленные при выполнении воинского долга», подполковник Александр Алексеев посмертно был удостоен звания Героя Российской Федерации.
Награждён медалями «За трудовую доблесть» (1981), «За безупречную службу» 3-й степени.

## Память
В Сыктывкаре рядом с Управлением ФСБ по Республике Коми в честь Алексеева установлен бюст и памятный знак (2000). В 2010 году приказом директора ФСБ России А. И. Алексеев был навечно зачислен в списки личного состава Управления ФСБ по Республике Коми.
В городе Ухта Республики Коми имя Александра Алексеева присвоено школе, в которой он учился, а также функционирующему при ней ежегодному республиканскому детскому военно-полевому лагерю. 8 октября 1999 года у здания школы в честь Алексеева был установлен памятный знак; в холле школы помещена мемориальная доска (2010). Мемориальные доски установлены также на здании, в котором ранее располагалось управление КГБ СССР по городу Ухте, и на здании Ухтинского государственного технического университета (октябрь 2012). Именем А. И. Алексеева названа улица в северо-западном районе города.
В декабре 2017 года в Ухте состоялось открытие памятника Александру Алексееву, а год спустя ему было присвоено звание «Почётный гражданин Республики Коми».
- Мемориальная доска на стене Ухтинского Государственного технического университета
- Мемориальная доска Алексееву А. И. Ухта, ул. Чибьюская, 54

В городе Грозном именем Алексеева названа улица в Октябрьском районе.